# Belmont-Luthézieu
Belmont-Luthézieu is een voormalige gemeente in het Franse departement Ain in de regio Auvergne-Rhône-Alpes en telt 394 inwoners (1999). De oppervlakte bedraagt 19,3 km², de bevolkingsdichtheid is 20,4 inwoners per km².

## Geschiedenis
De gemeente werd op 1 november 1974 gevormd door de fusie van Belmont en Luthézieu en op 1 januari 2019 opgeheven waarbij de gemeente fuseerde met Lompnieu, Sutrieu en Vieu tot de commune nouvelle Valromey-sur-Séran, waarvan Belmont de hoofdplaats werd.

## Geografie
De onderstaande kaart toont de ligging van Belmont-Luthézieu met de belangrijkste infrastructuur en aangrenzende gemeenten.

## Demografie
Onderstaande figuur toont het verloop van het inwoneraantal van Belmont-Luthézieu vanaf 2013.
Vanwege een beveiligingsprobleem met de MediaWiki Graph-software is het momenteel niet mogelijk deze grafiek weer te geven. Zodra de software is bijgewerkt zal de grafiek vanzelf weer zichtbaar worden.